# NHL 2013/14
Die NHL-Saison 2013/14 war die 97. Spielzeit der National Hockey League (NHL).
Im Zuge des Umzugs der Atlanta Thrashers von Atlanta im US-Bundesstaat Georgia in das kanadische Winnipeg und der daraus resultierenden Umbenennung des Teams in Winnipeg Jets im Sommer 2011 wurde mit Beginn dieser Spielzeit ein neues Format eingeführt: Das seit 1998 bestehende System mit sechs Divisionen wurde zu Gunsten eines Formats mit vier Divisionen abgeschafft; ebenso wurde ein neues Play-off-Format eingeführt.
Die reguläre Saison begann am 1. Oktober 2013 und endete mit dem zweiten Presidents’-Trophy-Gewinn der Boston Bruins am 13. April 2014. Sidney Crosby war mit 104 Scorerpunkten erfolgreichster Punktesammler und Alexander Owetschkin mit 51 Toren bester Torschütze. Bei den Torhütern verzeichnete Semjon Warlamow mit 41 Siegen ligaweit die meisten und Tuukka Rask führte mit sieben Shutouts die Liga in dieser Wertung an.
Die Playoffs begannen am 16. April 2014 und endeten am 24. Juni 2014 mit dem zweiten Stanley-Cup-Gewinn der Los Angeles Kings, die sich im NHL-Finale gegen die New York Rangers durchsetzten. Los Angeles’ Justin Williams wurde als wertvollster Spieler der Play-offs mit der Conn Smythe Trophy ausgezeichnet.

## Ligabetrieb

### Neuanordnung der Divisionen
Nach dem Umzug der Atlanta Thrashers aus Atlanta im US-Bundesstaat Georgia in das kanadische Winnipeg und der daraus resultierenden Umbenennung des Teams in Winnipeg Jets präsentierte die National Hockey League am 5. Dezember 2011 unter Zustimmung des NHL Board of Governors einen Plan, nach dem die bestehenden Divisionen aufgelöst und vier neue Divisions geschaffen werden sollen. Die neu entstandene Western Conference würde somit zwei Divisions mit je acht Mannschaften und die neue Eastern Conference zwei Divisions mit je sieben Teams beinhalten.
Nach dem Plan hätten sich die vier besten Teams jeder Division für die Play-offs qualifiziert. Darüber hinaus hätte während der Hauptrunde jede Mannschaft je ein Heim- und Auswärtsspiel gegen jedes Team aus der anderen Division bestritten; sowie fünf oder sechs Partien gegen Mannschaften aus der eigenen Division. Die noch unbenannten Divisions hätten nach dem Beschluss wie folgt ausgesehen:
| A                  | B                     | C                   | D                   |
| ------------------ | --------------------- | ------------------- | ------------------- |
| Anaheim Ducks      | Chicago Blackhawks    | Boston Bruins       | Carolina Hurricanes |
| Calgary Flames     | Columbus Blue Jackets | Buffalo Sabres      | New Jersey Devils   |
| Colorado Avalanche | Dallas Stars          | Florida Panthers    | New York Islanders  |
| Edmonton Oilers    | Detroit Red Wings     | Montréal Canadiens  | New York Rangers    |
| Los Angeles Kings  | Minnesota Wild        | Ottawa Senators     | Philadelphia Flyers |
| Phoenix Coyotes    | Nashville Predators   | Tampa Bay Lightning | Pittsburgh Penguins |
| San Jose Sharks    | St. Louis Blues       | Toronto Maple Leafs | Washington Capitals |
| Vancouver Canucks  | Winnipeg Jets         |                     |                     |

Am 6. Januar 2012 wurde der Plan von der Spielergewerkschaft National Hockey League Players’ Association (NHLPA) abgelehnt, wodurch das bestehende Format für die Spielzeit 2012/13 beibehalten wurde.
Noch während der Saison 2012/13 einigten sich Liga und Spielergewerkschaft auf eine neue Struktur, die beginnend mit dieser Spielzeit implementiert wird. Demnach werden die Winnipeg Jets in die Central Division der Western Conference versetzt; die Detroit Red Wings und die Columbus Blue Jackets spielen fortan statt in der Western in der Eastern Conference. Beide Conferences verfügen nun über zwei Divisionen: Die Eastern Conference besteht aus der Atlantic Division und der neuen Metropolitan Division; die Western Conference aus Central Division und der Pacific Division. Ebenso wird ein neues Play-off-Format eingeführt, nach welchem sich fortan die jeweils drei besten Teams aus jeder Division für die Play-offs qualifizieren. Zusätzlich gibt es in jeder Conference zwei „Wild-Card“-Teams, sodass es wie bisher 16 Play-off-Teilnehmer gibt. Durch die Neuanordnung besteht die Eastern Conference nun aus 16 Mannschaften und die Western Conference aus 14 Teams. Am 14. März wurde das neue Format vom NHL Board of Governors offiziell abgesegnet.
Die neuen Divisionen sehen wie folgt aus:
| Pacific Division  | Central Division    | Atlantic Division     | Metropolitan Division |
| ----------------- | ------------------- | --------------------- | --------------------- |
| Anaheim Ducks     | Chicago Blackhawks  | Boston Bruins         | Carolina Hurricanes   |
| Calgary Flames    | Colorado Avalanche  | Buffalo Sabres        | Columbus Blue Jackets |
| Edmonton Oilers   | Dallas Stars        | Detroit Red Wings     | New Jersey Devils     |
| Los Angeles Kings | Minnesota Wild      | Florida Panthers      | New York Islanders    |
| Phoenix Coyotes   | Nashville Predators | Canadiens de Montréal | New York Rangers      |
| San Jose Sharks   | St. Louis Blues     | Ottawa Senators       | Philadelphia Flyers   |
| Vancouver Canucks | Winnipeg Jets       | Tampa Bay Lightning   | Pittsburgh Penguins   |
|                   |                     | Toronto Maple Leafs   | Washington Capitals   |

### Regeländerungen
- Alle Spieler, die weniger als 25 NHL-Spiele bestritten haben, sind ab sofort verpflichtet, an ihrem Helm ein Halbvisier zu tragen.[4]

- Spieler, die vor einem Faustkampf ihren Helm vom Kopf nehmen, erhalten eine zusätzliche Zwei-Minuten-Zeitstrafe.[5]

- Spieler, die ihr Trikot in der Hose tragen, erhalten nach einer ersten Verwarnung eine Zwei-Minuten-Zeitstrafe (NHL-Regel 9.5).[6][7]

- Modifizierung der Icing-Regel: Ab sofort gilt das so genannte „Hybrid-Icing“, wonach der Offizielle das Spiel stoppen kann, noch bevor der Spieler der verteidigenden Mannschaft den Puck berührt. Das Hybrid-Icing ersetzt das Touch-Icing.[8]

- Zusätzlich wurden Änderungen an der Breite und Tiefe des Tores sowie an den Ausmaßen der Torwartausrüstung vorgenommen.[8]

## Entry Draft
Der NHL Entry Draft 2013 fand am 30. Juni 2013 in Newark im US-Bundesstaat New Jersey statt. Mit dem First Overall Draft-Pick wählte die Colorado Avalanche den kanadischen Center Nathan MacKinnon aus. Auf den Plätzen zwei und drei wurden Aleksander Barkov und Jonathan Drouin selektiert. Insgesamt wurden in sieben Runden 211 Spieler aus zwölf Nationen von den NHL-Franchises gedraftet.

### Top-5-Picks
| #  | Spieler           | Nationalität       | Pos | NHL-Team            | College-/ Junioren-/ Profi-Team |
| -- | ----------------- | ------------------ | --- | ------------------- | ------------------------------- |
| 1. | Nathan MacKinnon  | Kanada             | C   | Colorado Avalanche  | Halifax Mooseheads (QMJHL)      |
| 2. | Aleksander Barkov | Finnland           | C   | Florida Panthers    | Tappara (SM-liiga)              |
| 3. | Jonathan Drouin   | Kanada             | LW  | Tampa Bay Lightning | Halifax Mooseheads (QMJHL)      |
| 4. | Seth Jones        | Vereinigte Staaten | D   | Nashville Predators | Portland Winterhawks (WHL)      |
| 5. | Elias Lindholm    | Schweden           | C   | Carolina Hurricanes | Brynäs IF (Elitserien)          |

## Reguläre Saison

### Tabellen
Stand: 14. April 2014
Abkürzungen: GP = Spiele, W = Siege, L = Niederlagen, OTL = Niederlage nach Overtime bzw. Shootout, GF = Erzielte Tore, GA = Gegentore, Pts = Punkte

Erläuterungen: In Klammern befindet sich die Platzierung innerhalb der Conference;  = Playoff-Qualifikation,  = Division-Sieger,  = Conference-Sieger,  = Presidents’-Trophy-Gewinner

#### Eastern Conference

##### Atlantic Division
| Atlantic Division     | GP | W  | L  | OTL | GF  | GA  | Pts |
| --------------------- | -- | -- | -- | --- | --- | --- | --- |
| Boston Bruins         | 82 | 54 | 19 | 9   | 261 | 177 | 117 |
| Tampa Bay Lightning   | 82 | 46 | 27 | 9   | 240 | 215 | 101 |
| Canadiens de Montréal | 82 | 46 | 28 | 8   | 215 | 204 | 100 |

##### Metropolitan Division
| Metropolitan Division | GP | W  | L  | OTL | GF  | GA  | Pts |
| --------------------- | -- | -- | -- | --- | --- | --- | --- |
| Pittsburgh Penguins   | 82 | 51 | 24 | 7   | 249 | 207 | 109 |
| New York Rangers      | 82 | 45 | 31 | 6   | 218 | 193 | 96  |
| Philadelphia Flyers   | 82 | 42 | 30 | 10  | 236 | 235 | 94  |

##### Wild-Card-Teams
| Wild-Card-Teams       | Division | GP | W  | L  | OTL | GF  | GA  | Pts |
| --------------------- | -------- | -- | -- | -- | --- | --- | --- | --- |
| Columbus Blue Jackets | MET      | 82 | 43 | 32 | 7   | 231 | 216 | 93  |
| Detroit Red Wings     | ATL      | 82 | 39 | 28 | 15  | 222 | 230 | 93  |
|                       |          |    |    |    |     |     |     |     |
| Washington Capitals   | MET      | 82 | 38 | 30 | 14  | 235 | 240 | 90  |
| New Jersey Devils     | MET      | 82 | 35 | 29 | 18  | 197 | 208 | 88  |
| Ottawa Senators       | ATL      | 82 | 37 | 31 | 14  | 236 | 265 | 88  |
| Toronto Maple Leafs   | ATL      | 82 | 38 | 36 | 8   | 231 | 256 | 84  |
| Carolina Hurricanes   | MET      | 82 | 36 | 35 | 11  | 207 | 230 | 83  |
| New York Islanders    | MET      | 82 | 34 | 37 | 11  | 225 | 267 | 79  |
| Florida Panthers      | ATL      | 82 | 29 | 45 | 8   | 196 | 268 | 66  |
| Buffalo Sabres        | ATL      | 82 | 21 | 51 | 10  | 157 | 248 | 52  |

#### Western Conference

##### Central Division
| Central Division   | GP | W  | L  | OTL | GF  | GA  | Pts |
| ------------------ | -- | -- | -- | --- | --- | --- | --- |
| Colorado Avalanche | 82 | 52 | 22 | 8   | 250 | 220 | 112 |
| St. Louis Blues    | 82 | 52 | 23 | 7   | 248 | 191 | 111 |
| Chicago Blackhawks | 82 | 46 | 21 | 15  | 267 | 220 | 107 |

##### Pacific Division
| Pacific Division  | GP | W  | L  | OTL | GF  | GA  | Pts |
| ----------------- | -- | -- | -- | --- | --- | --- | --- |
| Anaheim Ducks     | 82 | 54 | 20 | 8   | 266 | 209 | 116 |
| San Jose Sharks   | 82 | 51 | 22 | 9   | 249 | 200 | 111 |
| Los Angeles Kings | 82 | 46 | 28 | 8   | 206 | 174 | 100 |

##### Wild-Card-Teams
| Wild-Card-Teams     | Division | GP | W  | L  | OTL | GF  | GA  | Pts |
| ------------------- | -------- | -- | -- | -- | --- | --- | --- | --- |
| Minnesota Wild      | CEN      | 82 | 43 | 27 | 12  | 207 | 206 | 98  |
| Dallas Stars        | CEN      | 82 | 40 | 31 | 11  | 235 | 228 | 91  |
|                     |          |    |    |    |     |     |     |     |
| Phoenix Coyotes     | PAC      | 82 | 37 | 30 | 15  | 216 | 231 | 89  |
| Nashville Predators | CEN      | 82 | 38 | 32 | 12  | 216 | 242 | 88  |
| Winnipeg Jets       | CEN      | 82 | 37 | 35 | 10  | 227 | 237 | 84  |
| Vancouver Canucks   | PAC      | 82 | 36 | 35 | 11  | 196 | 223 | 83  |
| Calgary Flames      | PAC      | 82 | 35 | 40 | 7   | 209 | 241 | 77  |
| Edmonton Oilers     | PAC      | 82 | 29 | 44 | 9   | 203 | 270 | 67  |

### Beste Scorer

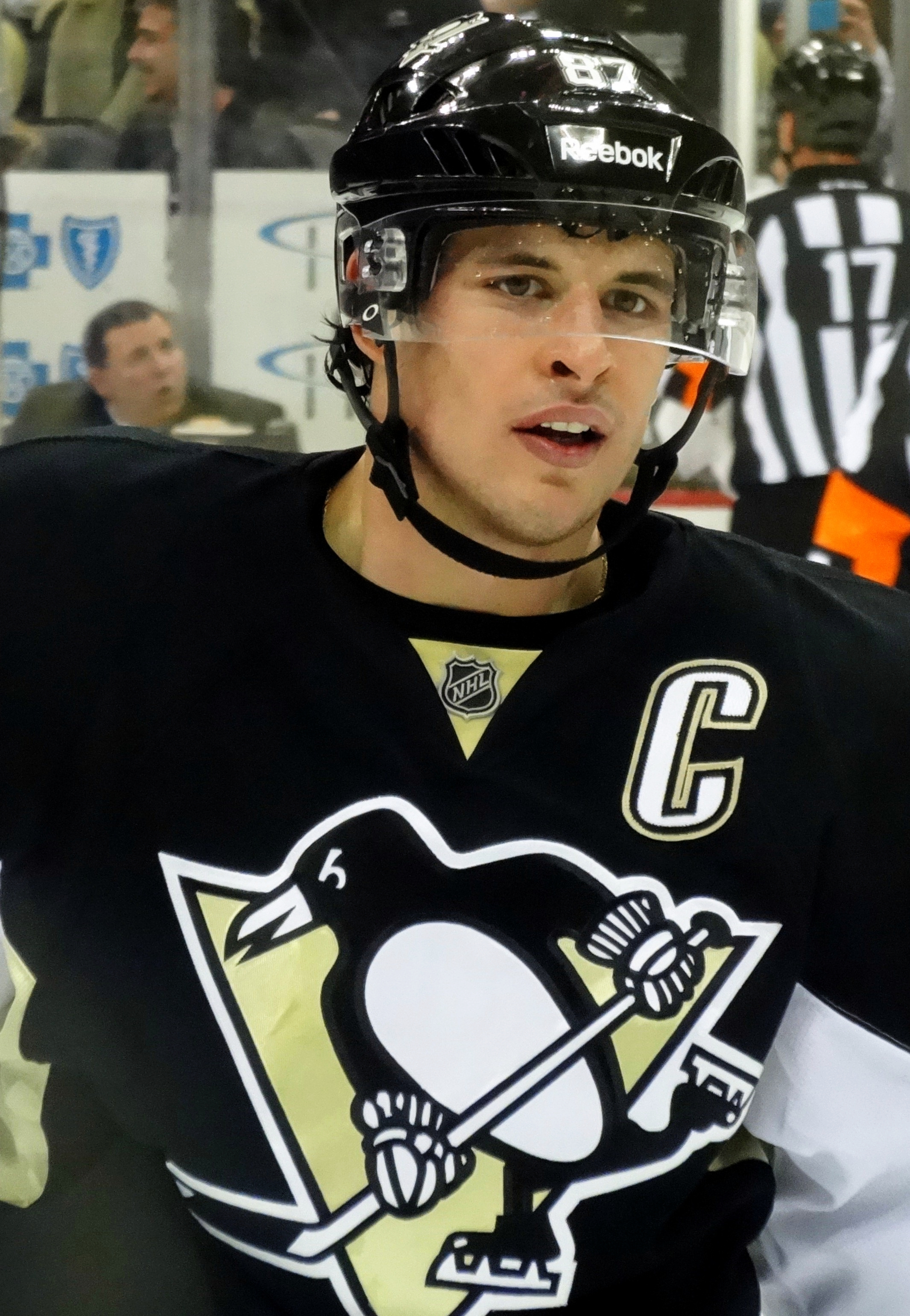
Sidney Crosby, bester Scorer und Gewinner der Art Ross Trophy.

Mit 104 Punkten führte Sidney Crosby die Scorerliste der NHL an. Er erreichte auch den Saisonbestwert von 68 Torvorlagen. Bester Torschütze war Alexander Owetschkin mit 51 Treffern. In der Plus/Minus-Wertung führte David Krejčí mit +39; Alexander Edler hatte mit –39 den schlechtesten Wert. Die meisten Powerplay-Tore erzielte Alexander Owetschkin, der 24 Mal in Überzahl traf. Er war mit 386 Schüssen auch der Spieler, der am häufigsten aufs Tor schoss. In Unterzahl waren Brad Marchand und Tyler Johnson mit je fünf Toren am häufigsten erfolgreich. Mit 213 Strafminuten hatte Tom Sestito in dieser Saison die Meisten. Erik Karlsson war mit 78 Punkten erfolgreichster Verteidiger.
Abkürzungen: Sp = Spiele, T = Tore, V = Assists, Pkt = Punkte, +/− = Plus/Minus, SM = Strafminuten; Fett: Turnierbestwert
| Spieler              | Mannschaft          | Sp | T  | V  | Pkt | +/− | SM |
| -------------------- | ------------------- | -- | -- | -- | --- | --- | -- |
| Sidney Crosby        | Pittsburgh Penguins | 80 | 36 | 68 | 104 | +18 | 46 |
| Ryan Getzlaf         | Anaheim Ducks       | 77 | 31 | 56 | 87  | +28 | 31 |
| Claude Giroux        | Philadelphia Flyers | 82 | 28 | 58 | 86  | +7  | 46 |
| Tyler Seguin         | Dallas Stars        | 80 | 37 | 47 | 84  | +16 | 18 |
| Corey Perry          | Anaheim Ducks       | 81 | 43 | 39 | 82  | +32 | 65 |
| Phil Kessel          | Toronto Maple Leafs | 82 | 37 | 43 | 80  | −5  | 27 |
| Taylor Hall          | Edmonton Oilers     | 75 | 27 | 53 | 80  | −15 | 44 |
| Alexander Owetschkin | Washington Capitals | 78 | 51 | 28 | 79  | −35 | 48 |
| Joe Pavelski         | San Jose Sharks     | 82 | 41 | 38 | 79  | +23 | 32 |
| Jamie Benn           | Dallas Stars        | 81 | 34 | 45 | 79  | +21 | 64 |

### Beste Torhüter

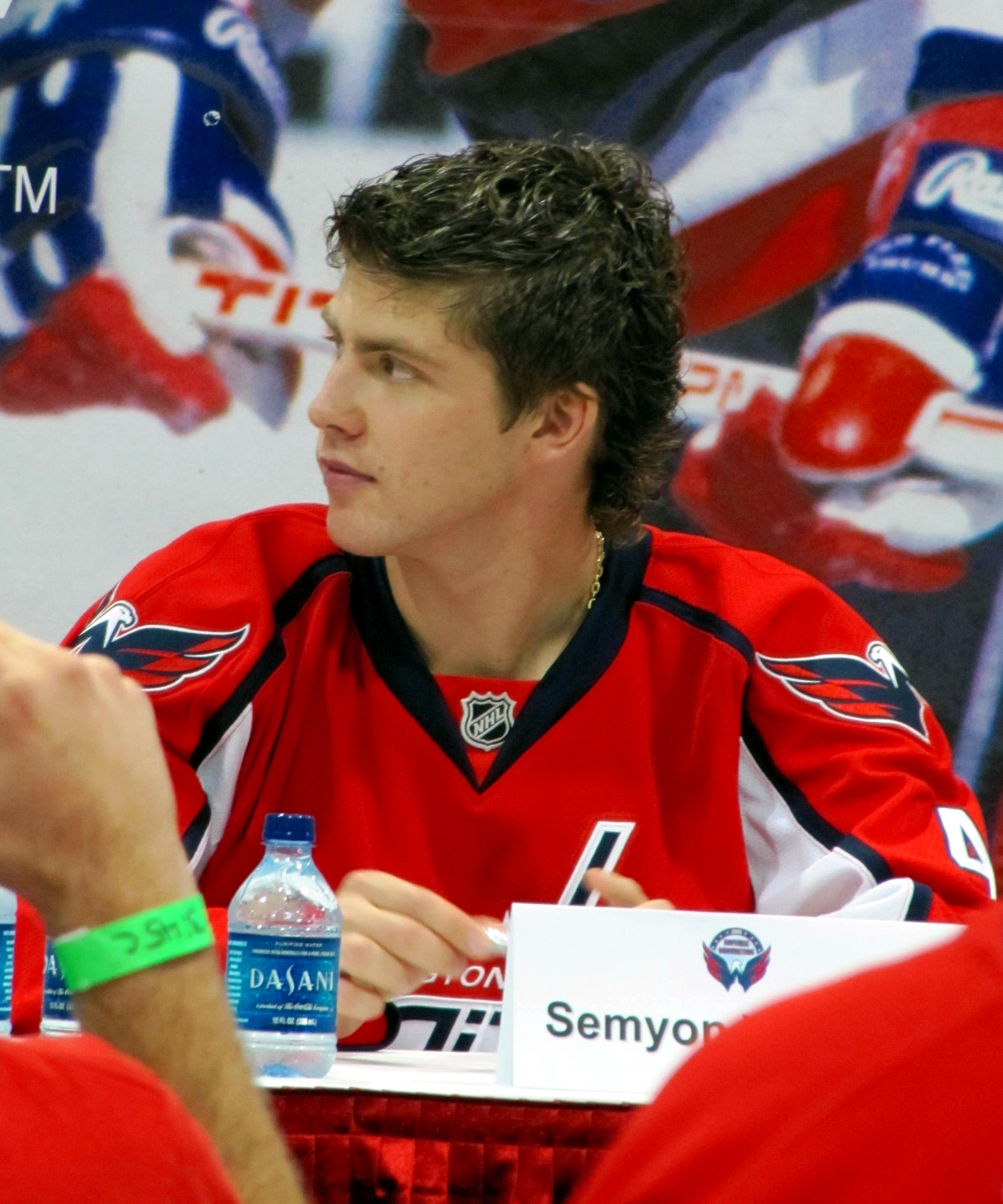
Semjon Warlamow hatte die meisten Siege aller Torhüter.

Abkürzungen: GP = Spiele, Min = Eiszeit (in Minuten), W = Siege, L = Niederlagen, OTL = Overtime/Shootout-Niederlagen, GA = Gegentore, SO = Shutouts, Sv% = gehaltene Schüsse (in %), GAA = Gegentorschnitt; Fett: Saisonbestwert
| Spieler         | Mannschaft            | Sp | Min  | W  | L  | OTL | GA  | SO | Sv%  | GAA  |
| --------------- | --------------------- | -- | ---- | -- | -- | --- | --- | -- | ---- | ---- |
| Josh Harding    | Minnesota Wild        | 29 | 1667 | 18 | 7  | 3   | 46  | 3  | 93,3 | 1,65 |
| Tuukka Rask     | Boston Bruins         | 58 | 3386 | 36 | 15 | 6   | 115 | 7  | 93,0 | 2,04 |
| Semjon Warlamow | Colorado Avalanche    | 63 | 3639 | 41 | 14 | 6   | 146 | 2  | 92,7 | 2,41 |
| Carey Price     | Canadiens de Montréal | 59 | 3464 | 34 | 20 | 5   | 134 | 6  | 92,7 | 2,32 |
| Anton Chudobin  | Carolina Hurricanes   | 36 | 2084 | 19 | 14 | 1   | 80  | 1  | 92,6 | 2,30 |

### Beste Rookiescorer

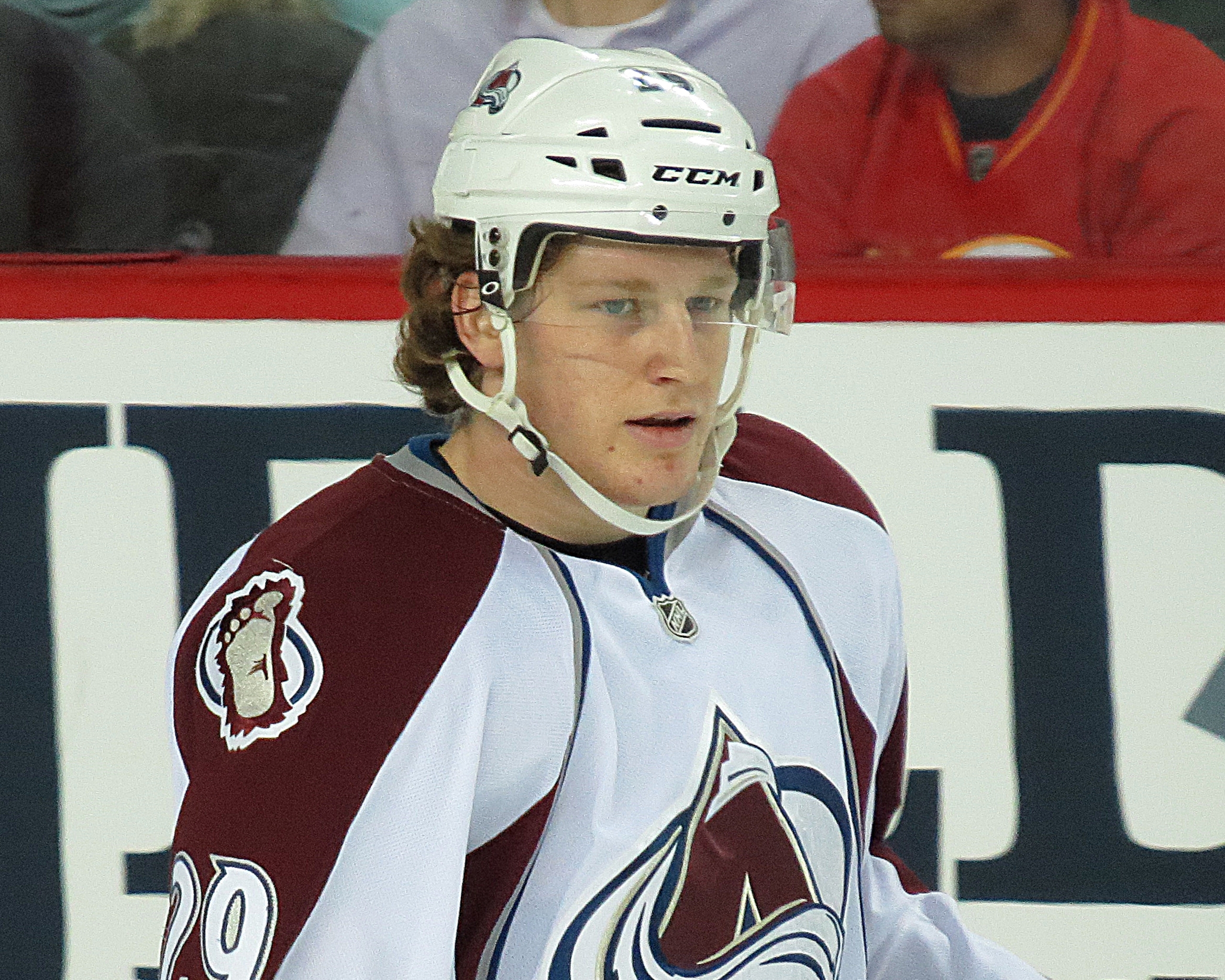
Nathan MacKinnon, bester Punktesammler unter allen Rookies.

Mit 63 Punkten führte Nathan MacKinnon die Rookies als beste Scorer an. MacKinnon war dabei gemeinsam mit Tyler Johnson mit 24 Treffern auch bester Torschütze. Die meisten Assists verzeichnete ebenfalls MacKinnon, der 39 Vorlagen gab. Erfolgreichster Verteidiger war Torey Krug mit 40 Punkten. In der Plus/Minus-Wertung führte Ondřej Palát mit einem Wert von +32. Im Powerplay stand mit acht Toren ebenfalls Nathan MacKinnon an der Spitze der Neuprofis, während Tyler Johnson fünf Treffer in Unterzahl erzielte. MacKinnon schoss mit 134 Schüssen am häufigsten aufs Tor. Mit 152 Strafminuten hatte Radko Gudas in dieser Saison die Meisten den Rookies. Jacob Trouba stand mit 22 Minuten und 26 Sekunden pro Spiel durchschnittlich am längsten auf dem Eis.
| Spieler          | Mannschaft          | Sp | T  | V  | Pkt | +/− | SM |
| ---------------- | ------------------- | -- | -- | -- | --- | --- | -- |
| Nathan MacKinnon | Colorado Avalanche  | 82 | 24 | 39 | 63  | +20 | 26 |
| Ondřej Palát     | Tampa Bay Lightning | 81 | 23 | 36 | 59  | +32 | 20 |
| Tyler Johnson    | Tampa Bay Lightning | 82 | 24 | 26 | 50  | +23 | 26 |
| Torey Krug       | Boston Bruins       | 79 | 14 | 26 | 40  | +18 | 28 |
| Nick Bjugstad    | Florida Panthers    | 76 | 16 | 22 | 38  | −14 | 72 |

## Stanley-Cup-Playoffs
|  | Conference-Viertelfinale | Conference-Viertelfinale | Conference-Viertelfinale |      |                       | Conference-Halbfinale | Conference-Halbfinale | Conference-Halbfinale |  |  | Conference-Finale | Conference-Finale | Conference-Finale |  |  | Stanley-Cup-Finale | Stanley-Cup-Finale | Stanley-Cup-Finale |
|  |                          |                          |                          |      |                       |                       |                       |                       |  |  |                   |                   |                   |  |  |                    |                    |                    |
|  | A1                       | Boston Bruins            | 4                        |      |                       |                       |                       |                       |  |  |                   |                   |                   |  |  |                    |                    |                    |
|  | EWC2                     | Detroit Red Wings        | 1                        |      |                       |                       |                       |                       |  |  |                   |                   |                   |  |  |                    |                    |                    |
|  | EWC2                     | Detroit Red Wings        | 1                        | A1   | Boston Bruins         | 3                     |                       |                       |  |  |                   |                   |                   |  |  |                    |                    |                    |
|  |                          |                          |                          | A1   | Boston Bruins         | 3                     | Eastern Conference    |                       |  |  |                   |                   |                   |  |  |                    |                    |                    |
|  |                          | A3                       | Canadiens de Montréal    | 4    |                       |                       |                       |                       |  |  |                   |                   |                   |  |  |                    |                    |                    |
|  | A2                       | A3                       | Canadiens de Montréal    | 4    | Tampa Bay Lightning   | 0                     |                       |                       |  |  |                   |                   |                   |  |  |                    |                    |                    |
|  | A2                       |                          |                          |      | Tampa Bay Lightning   | 0                     |                       |                       |  |  |                   |                   |                   |  |  |                    |                    |                    |
|  | A3                       | Canadiens de Montréal    | 4                        |      |                       |                       |                       |                       |  |  |                   |                   |                   |  |  |                    |                    |                    |
|  | A3                       | Canadiens de Montréal    | 4                        | A3   | Canadiens de Montréal | 2                     |                       |                       |  |  |                   |                   |                   |  |  |                    |                    |                    |
|  |                          |                          |                          |      |                       |                       |                       |                       |  |  |                   |                   |                   |  |  |                    |                    |                    |
|  |                          | M2                       | New York Rangers         | 4    |                       |                       |                       |                       |  |  |                   |                   |                   |  |  |                    |                    |                    |
|  | M1                       | M2                       | New York Rangers         | 4    | Pittsburgh Penguins   | 4                     |                       |                       |  |  |                   |                   |                   |  |  |                    |                    |                    |
|  | M1                       |                          |                          |      | Pittsburgh Penguins   | 4                     |                       |                       |  |  |                   |                   |                   |  |  |                    |                    |                    |
|  | EWC1                     | Columbus Blue Jackets    | 2                        |      |                       |                       |                       |                       |  |  |                   |                   |                   |  |  |                    |                    |                    |
|  | EWC1                     | Columbus Blue Jackets    | 2                        | M1   | Pittsburgh Penguins   | 3                     |                       |                       |  |  |                   |                   |                   |  |  |                    |                    |                    |
|  |                          |                          |                          | M1   | Pittsburgh Penguins   | 3                     |                       |                       |  |  |                   |                   |                   |  |  |                    |                    |                    |
|  |                          | M2                       | New York Rangers         | 4    |                       |                       |                       |                       |  |  |                   |                   |                   |  |  |                    |                    |                    |
|  | M2                       | M2                       | New York Rangers         | 4    | New York Rangers      | 4                     |                       |                       |  |  |                   |                   |                   |  |  |                    |                    |                    |
|  | M2                       |                          |                          |      | New York Rangers      | 4                     |                       |                       |  |  |                   |                   |                   |  |  |                    |                    |                    |
|  | M3                       | Philadelphia Flyers      | 3                        |      |                       |                       |                       |                       |  |  |                   |                   |                   |  |  |                    |                    |                    |
|  | M3                       | Philadelphia Flyers      | 3                        | M2   | New York Rangers      | 1                     |                       |                       |  |  |                   |                   |                   |  |  |                    |                    |                    |
|  |                          |                          |                          |      |                       |                       |                       |                       |  |  |                   |                   |                   |  |  |                    |                    |                    |
|  |                          | P3                       | Los Angeles Kings        | 4    |                       |                       |                       |                       |  |  |                   |                   |                   |  |  |                    |                    |                    |
|  | C1                       | P3                       | Los Angeles Kings        | 4    | Colorado Avalanche    | 3                     |                       |                       |  |  |                   |                   |                   |  |  |                    |                    |                    |
|  | C1                       |                          |                          |      | Colorado Avalanche    | 3                     |                       |                       |  |  |                   |                   |                   |  |  |                    |                    |                    |
|  | WWC1                     | Minnesota Wild           | 4                        |      |                       |                       |                       |                       |  |  |                   |                   |                   |  |  |                    |                    |                    |
|  | WWC1                     | Minnesota Wild           | 4                        | WWC1 | Minnesota Wild        | 2                     |                       |                       |  |  |                   |                   |                   |  |  |                    |                    |                    |
|  |                          |                          |                          | WWC1 | Minnesota Wild        | 2                     |                       |                       |  |  |                   |                   |                   |  |  |                    |                    |                    |
|  |                          | C3                       | Chicago Blackhawks       | 4    |                       |                       |                       |                       |  |  |                   |                   |                   |  |  |                    |                    |                    |
|  | C2                       | C3                       | Chicago Blackhawks       | 4    | St. Louis Blues       | 2                     |                       |                       |  |  |                   |                   |                   |  |  |                    |                    |                    |
|  | C2                       |                          |                          |      | St. Louis Blues       | 2                     |                       |                       |  |  |                   |                   |                   |  |  |                    |                    |                    |
|  | C3                       | Chicago Blackhawks       | 4                        |      |                       |                       |                       |                       |  |  |                   |                   |                   |  |  |                    |                    |                    |
|  | C3                       | Chicago Blackhawks       | 4                        | C3   | Chicago Blackhawks    | 3                     |                       |                       |  |  |                   |                   |                   |  |  |                    |                    |                    |
|  |                          |                          |                          |      |                       |                       |                       |                       |  |  |                   |                   |                   |  |  |                    |                    |                    |
|  |                          | P3                       | Los Angeles Kings        | 4    |                       |                       |                       |                       |  |  |                   |                   |                   |  |  |                    |                    |                    |
|  | P1                       | P3                       | Los Angeles Kings        | 4    | Anaheim Ducks         | 4                     |                       |                       |  |  |                   |                   |                   |  |  |                    |                    |                    |
|  | P1                       |                          |                          |      | Anaheim Ducks         | 4                     |                       |                       |  |  |                   |                   |                   |  |  |                    |                    |                    |
|  | WWC2                     | Dallas Stars             | 2                        |      |                       |                       |                       |                       |  |  |                   |                   |                   |  |  |                    |                    |                    |
|  | WWC2                     | Dallas Stars             | 2                        | P1   | Anaheim Ducks         | 3                     |                       |                       |  |  |                   |                   |                   |  |  |                    |                    |                    |
|  |                          |                          |                          | P1   | Anaheim Ducks         | 3                     | Western Conference    |                       |  |  |                   |                   |                   |  |  |                    |                    |                    |
|  |                          | P3                       | Los Angeles Kings        | 4    |                       |                       |                       |                       |  |  |                   |                   |                   |  |  |                    |                    |                    |
|  | P2                       | P3                       | Los Angeles Kings        | 4    | San Jose Sharks       | 3                     |                       |                       |  |  |                   |                   |                   |  |  |                    |                    |                    |
|  | P2                       |                          |                          |      | San Jose Sharks       | 3                     |                       |                       |  |  |                   |                   |                   |  |  |                    |                    |                    |
|  | P3                       | Los Angeles Kings        | 4                        |      |                       |                       |                       |                       |  |  |                   |                   |                   |  |  |                    |                    |                    |

## NHL Awards und vergebene Trophäen
| Auszeichnung                          | Auszeichnung              | Team                |
| ------------------------------------- | ------------------------- | ------------------- |
| Stanley Cup                           | Stanley Cup               | Los Angeles Kings   |
| Clarence S. Campbell Bowl             | Clarence S. Campbell Bowl | Los Angeles Kings   |
| Prince of Wales Trophy                | Prince of Wales Trophy    | New York Rangers    |
| Presidents’ Trophy                    | Presidents’ Trophy        | Boston Bruins       |
| Auszeichnung                          | Spieler                   | Team                |
| Art Ross Trophy                       | Sidney Crosby             | Pittsburgh Penguins |
| Bill Masterton Memorial Trophy        | Dominic Moore             | New York Rangers    |
| Calder Memorial Trophy                | Nathan MacKinnon          | Colorado Avalanche  |
| Conn Smythe Trophy                    | Justin Williams           | Los Angeles Kings   |
| Frank J. Selke Trophy                 | Patrice Bergeron          | Boston Bruins       |
| Hart Memorial Trophy                  | Sidney Crosby             | Pittsburgh Penguins |
| Jack Adams Award                      | Patrick Roy               | Colorado Avalanche  |
| James Norris Memorial Trophy          | Duncan Keith              | Chicago Blackhawks  |
| King Clancy Memorial Trophy           | Andrew Ference            | Edmonton Oilers     |
| Lady Byng Memorial Trophy             | Ryan O’Reilly             | Colorado Avalanche  |
| Lester Patrick Trophy                 | Bill Daly Paul Holmgren   | –                   |
| Mark Messier Leadership Award         | Dustin Brown              | Los Angeles Kings   |
| Maurice ‚Rocket‘ Richard Trophy       | Alexander Owetschkin      | Washington Capitals |
| NHL Foundation Player Award           | Patrice Bergeron          | Boston Bruins       |
| NHL General Manager of the Year Award | Bob Murray                | Anaheim Ducks       |
| NHL Plus/Minus Award (inoffiziell)    | David Krejčí              | Boston Bruins       |
| Ted Lindsay Award                     | Sidney Crosby             | Pittsburgh Penguins |
| Vezina Trophy                         | Tuukka Rask               | Boston Bruins       |
| William M. Jennings Trophy            | Jonathan Quick            | Los Angeles Kings   |

### All-Star-Teams
| First All-Star-Team |                                          |
| Angriff:            | Jamie Benn – Sidney Crosby – Corey Perry |
| Verteidigung:       | Duncan Keith – Zdeno Chára               |
| Tor:                | Tuukka Rask                              |

| Second All-Star-Team |                                                    |
| Angriff:             | Joe Pavelski – Ryan Getzlaf – Alexander Owetschkin |
| Verteidigung:        | Shea Weber – Alex Pietrangelo                      |
| Tor:                 | Semjon Warlamow                                    |

### All-Rookie-Team
| All-Rookie-Team |                                                 |
| Angriff:        | Tyler Johnson – Nathan MacKinnon – Ondřej Palát |
| Verteidigung:   | Torey Krug – Hampus Lindholm                    |
| Tor:            | Frederik Andersen                               |